# Betty Kananu
Betty Kananu Maithima, née le 4 septembre 1992 à Milimani, est une joueuse kényane de basket-ball évoluant au poste d'ailier.

## Carrière
Elle participe au Championnat d'Afrique féminin de basket-ball 2019.
Elle évolue dans le club kényan d'Equity Bank.